# عدان
عدان (به عربی: العدان) یک منطقه مسکونی در استان مبارک‌الکبیر در کشور کویت واقع شده‌است. 
جمعیت این شهر ۳۲٫۲۱۰ نفر است.